# Jenny Shipley
Pour les articles homonymes, voir Shipley.
Jenny Shipley, née le 4 février 1952 à Gore (Nouvelle-Zélande), est une femme d'État et femme d'affaires néo-zélandaise, membre du Parti national (en anglais : New Zealand National Party). Elle a exercé les fonctions de Première ministre, du 8 décembre 1997 au 5 décembre 1999, devenant ainsi la première femme à accéder à ce poste dans son pays.

## Biographie

### Vie personnelle
Son état civil complet est, à la naissance, Jennifer Mary Robson. En 1972, elle épouse Burton Shipley, dont elle aura deux enfants.
Elle reçoit une formation d'enseignante, sanctionnée par un diplôme obtenu en 1971, et exercera comme institutrice dans diverses écoles primaires jusqu'en 1976.
Elle participe également à diverses associations socio-éducatives, dans le domaine de la protection de l'enfance, en particulier au sein de la Royal New Zealand Plunket Society.

### Carrière politique au second plan
Elle s'engage en politique en 1975, en rejoignant les rangs du Parti national de Nouvelle-Zélande. En 1987, lors des élections générales, elle est élue, sous les couleurs de cette formation, à la Chambre des représentants (le Parlement monocaméral néo-zélandais), au titre de la circonscription d'Ashburton. Jusqu'en 1990, elle sera porte-parole de son parti pour les Affaires sociales.
Après la victoire du Parti national lors des élections de 1990, elle entre dans le gouvernement de Jim Bolger, au poste de ministre des Affaires sociales, mais aussi de ministre des Affaires féminines.
Dans son rôle de ministre des Affaires sociales, Jenny Shipley suscite la controverse, lorsqu'elle procède à une réduction des avantages sociaux. En 1993, après avoir changé de portefeuille et être devenue ministre de la Santé, elle est de nouveau vivement critiquée pour sa réforme du Service national de santé, dans lequel elle introduit la notion de concurrence.
Après une nouvelle victoire du Parti national aux élections générales de 1996, Jenny Shipley renonce à son portefeuille de ministre des Affaires féminines, préférant se consacrer à d'autres tâches, comme ministre des Services de l'État, des Transports, des Entreprises d'État et autres responsabilités.

### Première ministre
La gestion du Premier ministre Jim Bolger étant de plus en plus critiquée, après six années de pouvoir, une tendance se fait jour, au sein du Parti national, pour pousser Jenny Shipley à briguer sa succession. À l'automne 1997, alors que le Premier ministre se trouve en Écosse pour y donner une conférence, Jenny Shipley convainc les instances dirigeantes du parti de voter une motion la désignant leader de la formation. Le Premier ministre, prenant acte qu'il a perdu la confiance de ses troupes, démissionne aussitôt, et Jenny Shipley est désignée Première ministre le 8 décembre.
Malgré une croissance économique continue, le gouvernement de coalition « conservateur » souffre de turbulences, à partir de l'accession de Jenny Shipley aux fonctions de Première ministre. En effet, alors que Jim Bolger avait toujours réussi à maintenir des relations de confiance avec ses partenaires du parti Nouvelle-Zélande d'abord (en anglais : New Zealand First), notamment avec leur leader Winston Peters, les relations de Jenny Shipley avec ce dernier se détériorent rapidement. Ces problèmes conduisent au départ de Winston Peters du gouvernement, le 14 août 1998.
Le départ de Winston Peters le conduit, avec une fraction de ses troupes, à cesser de soutenir le gouvernement, tandis qu'une partie des députés de Nouvelle-Zélande d'abord préfèrent quitter le parti, siégeant désormais comme indépendants ou partant fonder de petites formations politiques.
Jenny Shipley parvient toutefois à obtenir la confiance d'une partie de ces transfuges de Nouvelle-Zélande d'abord, ce qui assure la pérennité de son gouvernement.
Le 8 septembre 1998, Jenny Shipley soutient une initiative de sa ministre des Affaires culturelles, Marie Hasler, qui appelle à changer le drapeau de la Nouvelle-Zélande. Cette initiative, soutenue par l'office du tourisme de Nouvelle-Zélande, vise à supprimer de l'emblème national toute référence à l'Union Jack, symbole des liens rattachant le pays à l'ancienne puissance coloniale, le Royaume-Uni, et alors que la reine Élisabeth II est toujours chef d'État en titre de la Nouvelle-Zélande. Cette nouvelle position de Jenny Shipley surprend, car elle s'était jusque-là démarquée des positions de son prédécesseur, qui avait évoqué à plusieurs reprises la possibilité de transformer le pays en république et à distendre un peu plus les liens avec le Royaume-Uni.
À ce débat naissant (et qui ne prendra fin qu'en juillet 2005, avec l'échec des partisans d'une pétition visant à changer le drapeau, de réunir suffisamment de signatures avant les élections générales de septembre 2005), s'ajoutent, durant la dernière année de mandat de Jenny Shipley, des controverses sur des contrats accordés par l'Office de tourisme de Nouvelle-Zélande à la firme publicitaire Saatchi and Saatchi, dont le président-directeur général, Kevin Roberts, est aussi un ami personnel de Jenny Shipley et est en outre l'avocat d'un des groupes mêlés à l'« affaire du Drapeau ».
Concernant les questions économiques, elle promet de « baisser les impôts et de remettre les bénéficiaires d'allocations sociales au travail ».

### Après la défaite
Le 27 novembre 1999, le Parti national est vaincu lors des élections générales, ne recueillant que 30,50 % des suffrages et 39 sièges sur 120, contre 38,74 % des voix et 49 sièges pour le Parti travailliste. Le Parti travailliste ayant réussi à conclure un accord de gouvernement avec de petites formations, Jenny Shipley est remplacée, le 5 décembre, par Helen Clark.
Ayant personnellement été réélue, Jenny Shipley continue toutefois de diriger le Parti national et à faire office de chef de l'opposition, jusqu'en octobre 2001, où la direction du parti lui est ravie par Bill English. Jenny Shipley démissionne alors de son mandat de représentant.
Elle s'éloigne alors de la vie politique pour faire carrière dans les affaires. Elle rejoint en 2007 la société de services financiers Source Sentinel, et est nommée en 2009 présidente du conseil d'administration de Genesis Energy Limited. En 2012, elle devient membre du conseil d'administration de la branche néo-zélandaise de la China Construction Bank. Elle démissionne en décembre 2012 du conseil d'administration de Mainzeal Property & Construction (MPCL) ; l'entreprise est mise en liquidation judiciaire le 6 février 2013. En mai 2015, l'administrateur judiciaire de Mainzeal porte plainte contre les anciens directeurs de l'entreprise, dont Jenny Shipley. En février 2019, la Haute Cour de Nouvelle-Zélande a estimé que les administrateurs de Mainzeal avaient engagé des transactions imprudentes et a évalué leur responsabilité à 36 millions de dollars néo-zélandais.